# Miha Kerin
Miha Kerin, slovenski arhitekt, oblikovalec, fotograf * 19. maj 1945, Ljubljana,

## Življenje, delo, odličja
Miha Kerin je univerzitetni diplomirani inženir arhitekture, ki je diplomiral pri profesorju Edvardu Ravnikarju na Fakulteti za arhitekturo, gradbeništvo in geodezijo Univerze v Ljubljani.
Leta 1969 je skupaj z Edom Ravnikarjem ml. in Majdo Kregar ustanovil Biro za obnovo ljubljanskega gradu v okviru Zavoda za spomeniško varstvo Ljubljana, s katerim so se lotili dolgoletne in kompleksne prenove in revitalizacije grajskega kompleksa v Ljubljani. Leta 1978 so se združili v birojem Ambient in odtlej delujejo pod tem imenom in v enaki sestavi avtorske skupine.
Za svoje delo je skupaj z Majdo Kregar in Edom Ravnikarjem ml. prejel 
Plečnikovo medaljo (1983, 2004, 2005, 2007, 2018), Plečnikovo nagrado (1997),  Brumnovo priznanje (2003), zlati svinčnik ZAPS (2005, 2007, 2007), nagrado BEDA, European Excellence Award (2004), ICoD, zlato medaljo BIO 19 (2004), platinasti svinčnik ZAPS (2010), srednjeevropsko Plečnikovo nagrado (2022, za prenovo Ljubljanskega gradu), nagrado Mesta Ljubljane (2023), Share Architects Omnia Awards (2023), patinasti svinčnik ZAPS (2024, za vzpenjačo na Ljubljanski grad).

### Soavtor
- Predor pod Rožnikom in garaže pod grajskim hribom : promet v ožjem mestnem središču (1994) (COBISS)
- Revitalizacija Ljubljanskega gradu in zgodovinski oris gradu od nastanka do prenove = Revitalization of Ljubljana castle and its historical outline from the beginning to the renovation (COBISS)
- Programska politika rekonstrukcije : [program 2] (COBISS)

### Fotograf – oblikovanje
- Ljubljanski grad : prostor za nepozabna srečanja = Ljubljana castle : a place for unforgettable encounters (COBISS)
- Programska oprema za planiranje in spremljanje proizvodnje C. A. P (COBISS)
- Ljubljana - Benetke : nujnost urbane politike = Ljubljana - Venice : new urgency for urban politics : [Galerija a+a, Slovenski razstavni prostor, San Marco, 14. september - 23. november 2008]. Part 1, Building beyond architecture = Gradnja onstran arhitekture  (COBISS)